# Christian Lais

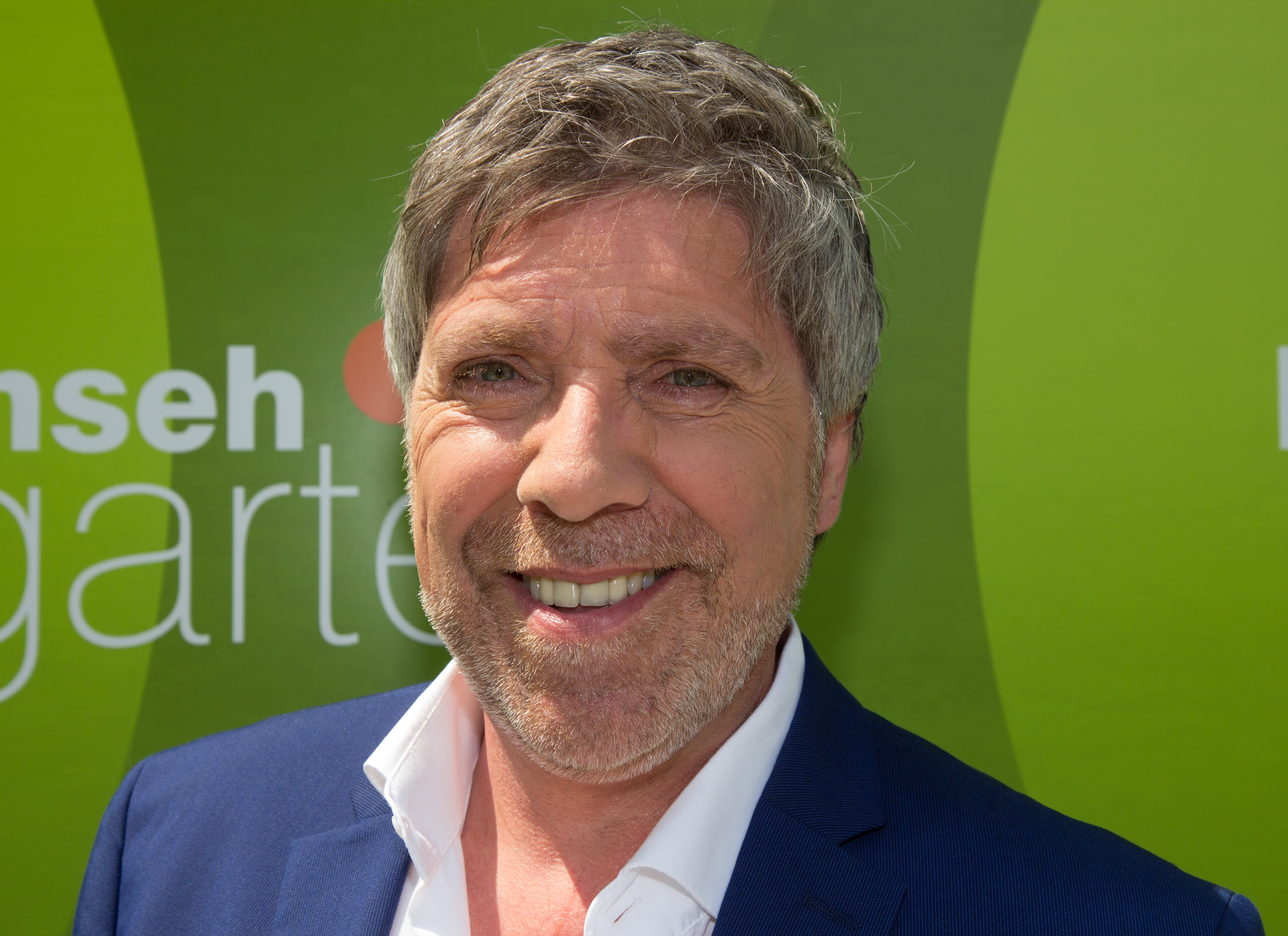
Christian Lais (2018)

Christian Lais (* 7. Juni 1963 in Lörrach) ist ein deutscher Schlager-, Pop- und Volksmusiker aus Kandern im Schwarzwald. 

## Karriere
Christian Lais wuchs ohne seinen leiblichen Vater bei der allein erziehenden Mutter und den Großeltern auf. Mit sieben Jahren lernte er Akkordeonspielen und begann mit dem Singen. Er nahm an Talentwettbewerben teil und sang bis Ende der 1990er in verschiedenen Coverbands. Später war er als Backgroundsänger tätig und lernte dabei den Produzenten David Brandes kennen.
Anfang der 2000er bekam er dann mit einem selbstgeschriebenen Song einen Plattenvertrag und machte eigene Soloaufnahmen. Mit Liedern wie Für immer und Ich hab dich nie verloren war er auf den Schlagersamplern von Bernhard Brink vertreten. Mit David Brandes stellte er 2008 sein erstes Album Mein Weg fertig. Die ausgekoppelte Single Sie vergaß zu verzeih’n brachte ihm noch im selben Jahr den Durchbruch, sie war eine der erfolgreichsten Schlagersingles des Jahres und platzierte sich in den deutschen Singlecharts auf Platz 67.
Im Januar 2009 kam es zu einem Rückschlag, als ein Tumor hinter seinen Stimmbändern diagnostiziert wurde, der entfernt werden konnte. Operation und Stimmaufbau verhinderten über ein Jahr die Fortsetzung seiner Karriere. Das Anfang 2009 veröffentlichte zweite Album Ich bin ich fand ohne seine Auftritte kaum Beachtung. 2010 veröffentlichte er sein drittes Album Atemlos und schaffte es damit auch in die Albumcharts.
Im Jahr darauf hatte Brandes die Idee zu einem Duett von Lais zusammen mit der ebenfalls von ihm betreuten ostdeutschen Schlagersängerin Ute Freudenberg. Das Lied Auf den Dächern von Berlin, das die deutsche Wiedervereinigung thematisiert, wurde ein großer Erfolg und erreichte mit Platz 25 der Charts eine für Schlagersingles hohe Platzierung. Freudenberg und Lais nahmen daraufhin gemeinsam ein ganzes Album mit dem Titel Ungeteilt auf. Sie erreichte Platz 14 der Charts und wurde für über 100.000 verkaufte Exemplare mit einer Goldenen Schallplatte ausgezeichnet. Im Jahr darauf veröffentlichte Lais sein zurückgestelltes Soloalbum Neugebor’n und schaffte es erneut in die Charts. Anschließend kam es zu einer Neuauflage der Zusammenarbeit mit Ute Freudenberg. Sie nahmen ein zweites Album mit dem Titel Spuren von uns auf. Es übertraf mit Platz 13 das erste Duettalbum noch einmal um einen Platz.
Bis zum nächsten Soloalbum von Christian Lais vergingen danach zwei Jahre. 2015 erschien das Album 7, das inklusive der beiden Duettalben sein siebtes Album im siebten Jahr nach seinem Debütalbum war. Mit Platz 53 ist es sein bestplatziertes Soloalbum in den Charts.
Im Dezember 2017 nahm Christian Lais an dem Projekt Schlagerstars für Kinder teil und sang mit der Gruppe den Weihnachtsschlager "Auf Einmal" ein. Der Schlager wurde im Dezember veröffentlicht, die Einnahmen kommen Kindern in Not zugute. Der Song wurde 2018 neu aufgenommen und zu Weihnachten wieder veröffentlicht.

## Diskografie

### Alben
| Jahr | Titel                      | Höchstplatzierung, Gesamtwochen, AuszeichnungChartplatzierungen (Jahr, Titel, Platzierungen, Wochen, Auszeichnungen, Anmerkungen) | Höchstplatzierung, Gesamtwochen, AuszeichnungChartplatzierungen (Jahr, Titel, Platzierungen, Wochen, Auszeichnungen, Anmerkungen) | Höchstplatzierung, Gesamtwochen, AuszeichnungChartplatzierungen (Jahr, Titel, Platzierungen, Wochen, Auszeichnungen, Anmerkungen) | Anmerkungen         |
| Jahr | Titel                      | DE | AT | CH | Anmerkungen         |
| ---- | -------------------------- | --- | --- | --- | ------------------- |
| 2010 | Atemlos                    | DE87 (1 Wo.)DE | — | — |                     |
| 2011 | Ungeteilt                  | DE14 Gold · (28 Wo.)DE | — | — | mit Ute Freudenberg |
| 2012 | Neugebor’n                 | DE75 (1 Wo.)DE | — | — |                     |
| 2013 | Spuren von uns             | DE13 (7 Wo.)DE | — | — | mit Ute Freudenberg |
| 2015 | 7                          | DE53 (1 Wo.)DE | — | — |                     |
| 2016 | Lebenslinien               | DE20 (5 Wo.)DE | AT56 (1 Wo.)AT | CH77 (1 Wo.)CH | mit Ute Freudenberg |
| 2017 | Best of Freudenberg & Lais | DE44 (2 Wo.)DE | — | CH80 (1 Wo.)CH | mit Ute Freudenberg |
| 2018 | Das Leben ist live         | DE35 (1 Wo.)DE | — | — |                     |
| 2020 | Laut & Lais                | DE31 (1 Wo.)DE | — | — |                     |
| 2023 | Anders                     | DE38 (1 Wo.)DE | — | — |                     |
| 2024 | Lais 2.0                   | DE18 (1 Wo.)DE | — | — |                     |

Weitere Alben
- 2008: Mein Weg
- 2009: Ich bin ich

### Singles
| Jahr | Titel Album                          | Höchstplatzierung, Gesamtwochen, AuszeichnungChartsChartplatzierungen (Jahr, Titel, Album, Platzierungen, Wochen, Auszeichnungen, Anmerkungen) | Anmerkungen         |
| Jahr | Titel Album                          | DE | Anmerkungen         |
| ---- | ------------------------------------ | --- | ------------------- |
| 2008 | Sie vergaß zu verzeih’n Mein Weg     | DE67 (2 Wo.)DE |                     |
| 2011 | Auf den Dächern von Berlin Ungeteilt | DE25 (9 Wo.)DE | mit Ute Freudenberg |

Weitere Singles
- 2004: Für immer
- 2006: Ich hab dich nie verlor’n
- 2008: Frag nicht
- 2008: Wie Du
- 2009: Ihr Ring liegt noch hier
- 2009: Atemlos
- 2009: Ein stiller Traum
- 2009: Als sie ging
- 2010: Die Nacht hat dein Gesicht
- 2010: Der letzte Kuss
- 2011: Die Augen eines Spielers (mit Ute Freudenberg)
- 2011: Eine Träne zu viel (mit Ute Freudenberg)
- 2011: Wenn du nichts bewegst (mit Ute Freudenberg)
- 2012: Reise durch die Zeit (mit Ute Freudenberg)
- 2012: Neu gebor’n
- 2012: Die Zeit mit dir
- 2012: Sorry dafür
- 2013: Damals (mit Ute Freudenberg)
- 2013: Spuren von uns (mit Ute Freudenberg)
- 2013: Immer (mit Ute Freudenberg)
- 2014: Du bist meine Burg (mit Ute Freudenberg)
- 2015: 7 ×
- 2015: Weil ich Dich liebe
- 2015: Dein Kapitel im Tagebuch
- 2015: Wer die Augen schließt (wird nie die Wahrheit seh’n) 2015 (als Teil von Mut zur Menschlichkeit)
- 2017: Weihnacht irgendwann
- 2017: Auf einmal (Weihnachtsschlager) (als Teil von Schlagerstars für Kinder)
- 2018: Das Leben ist live
- 2018: Ganz nah dran
- 2019: 20 Jahre nach dir